# Luz María Aguilar
Luz María Aguilar Torres (Ojinaga, Estat de Chihuahua, 26 de març de 1936) és una actriu mexicana. Ha treballat en cinema, teatre i televisió, com en la sèrie còmica Hogar, dulce hogar per més de vuit anys. El seu fill Alejandro és productor. L'auditori d'Ojinaga du el seu nom.

## Filmografia
| - El secuestro del símbolo sexual (1995) - Supervivientes de los Andes (1976) - Las fuerzas vivas (1975) - Laberinto de pasiones (1975) - Al fin a solas (1969) - Dr. Satán y la magia negra (1968) - Cómo pescar marido (1967) - Dos meseros majaderos (1966) - Pistoleros del oeste (1965) - La maldición de mi raza (1965) - El mundo de las drogas (1964) - El norteño (1963) - Estos años violentos (1962) - Las recién casadas (1962) - El caballo blanco (1962) - La furia del ring (1961) - Las cosas prohibidas (1961) - Matrimonios juveniles (1961) - Mujeres engañadas (1961) - Ojos tapatios (1961) | - La diligencia de la muerte (1961) - La llorona (1960) - ¡Qué bonito amor! (1960) - Mundo, demonio y carne (1960) - El último mexicano (1960) - Vivir del cuento (1960) - Manicomio (1959) - Siete pecados (1959) - Pistolas de oro (1959) - El águila negra contra los enmascarados de la muerte (1958) - Mujeres encantadoras (1958) - El águila negra en la ley de los fuertes (1958) - Vainilla, bronce y morir (Una mujer más) (1957) - Juventud desenfrenada (1956) .... Rosa Lara - Caras nuevas (1956) - Con quién andan nuestras hijas (1956) - Soy un golfo (1955) - Las nenas del 7 (1955) - Maldita ciudad (1954) |

## Televisió
| - Ni contigo ni sin ti (2011) - Mujeres asesinas 3 (2010) - Alma de hierro (2008-2009) - La fea más bella (2006-2007) - Rubí (telenovela)\|Rubí (2004) - Clap... El lugar de tus sueños (2003) - Navidad sin fin (2001) - Mujer, casos de la vida real - Cuento de navidad (1999) - El niño que vino del mar (1999) - Vivo por Elena (1998) - Una luz en el camino (1998) - Los papás de mis papás (1994) - Corazón salvaje (1993) - Aprendiendo a vivir (1984) | - Vamos juntos (1979) - Hogar, dulce hogar (1974) - Amaras a tu projimo (1973) - El profesor particular (1971) - Cosa juzgada (1970) - Concierto de almas (1969) - Cárcel de mujeres (1968) - La duda (1967) - Cuna vacía (1967) - El ídolo (1966) - Tú eres un extraño (1965) - La intrusa (1964) - La sombra del otro (1963) - El enemigo (1961) - María Guadalupe (1960) |